# Liste des femmes ministres en Océanie
Cette liste recense, autant que faire se peut, toutes les femmes qui ont été ministres dans le gouvernement national d'un État océanien.
Il y a eu cinq femmes Premier ministre en Océanie : Jenny Shipley (Nouvelle-Zélande, de 1997 à 1999), Helen Clark (Nouvelle-Zélande, de 1999 à 2008), Julia Gillard (Australie, de 2010 à 2013), Jacinda Ardern (Nouvelle-Zélande, de 2017 à 2023) et Naomi Mata'afa (Samoa, depuis 2021).
À noter par ailleurs sept femmes chefs d'État (ou exerçant les fonctions de chef d'État) : Salote Tupou III (reine des Tonga de 1918 à 1965), Élisabeth II (reine d'Australie et reine de Nouvelle-Zélande de 1952 à 2022, des Fidji de 1970 à 1987, de Papouasie-Nouvelle-Guinée de 1975 à 2022, des Îles Salomon et des Tuvalu de 1978 à 2022), Catherine Tizard (gouverneur général de Nouvelle-Zélande de 1990 à 1996), Silvia Cartwright (gouverneur général de Nouvelle-Zélande de 2001 à 2006), Quentin Bryce (gouverneur général d'Australie de 2008 à 2014), Patsy Reddy (gouverneur général de Nouvelle-Zélande de 2016 à 2021) et Cindy Kiro (gouverneur général de Nouvelle-Zélande depuis 2021).
Les femmes actuellement ministres (à dater de avril 2023) sont indiquées en gras.

## Australie
Les femmes obtiennent le droit de vote et de droit d'être candidates aux élections fédérales en 1902, à l'exception des femmes aborigènes, qui ne l'obtiennent qu'en 1962.
Liste complète :
- Enid Lyons : ministre sans portefeuille de 1949 à 1951, sous le Premier ministre Robert Menzies
- Dame Annabelle Rankin : ministre du Logement de 1966 à 1971, sous les Premiers ministres Harold Holt, John McEwen et John Gorton
- Dame Margaret Guilfoyle :
  - ministre de l'Éducation en 1975 sous le Premier ministre Malcolm Fraser
  - ministre des Affaires sociales de 1975 à 1980 sous Malcolm Fraser
  - ministre des Finances de 1980 à 1983 sous Malcolm Fraser
- Dame Susan Ryan :
  - ministre de l'Éducation et de la Jeunesse de 1983 à 1987 sous le Premier ministre Bob Hawke
  - ministre chargée du Statut des femmes, du Bicentenaire, des Services communautaires et de la Santé, en 1987, sous Bob Hawke
- Margaret Reynolds : ministre des Autorités locales de 1988 à 1990, sous Bob Hawke
- Ros Kelly : 
  - ministre des Industries de la défense de 1987 à 1988, sous Bob Hawke
  - ministre des Télécommunications de 1988 à 1990, sous Bob Hawke
  - ministre du Tourisme de 1990 à 1991 sous Bob Hawke
  - ministre des Arts, des Sports, de l'Environnement et des Territoires de 1990 à 1994, sous les Premiers ministres Bob Hawke et Paul Keating
- Wendy Fatin : ministre de la Culture et des Femmes de 1991 à 1993, sous Paul Keating
- Jeanette McHugh : ministre des Affaires des consommateurs de 1992 à 1996, sous Paul Keating
- Rosemary Crowley : ministre des Services à la famille de 1993 à 1996, sous Paul Keating
- Carmen Lawrence : ministre de la Santé et des Services humains de 1994 à 1996, sous Paul Keating
- Mary Crawford : ministre de la Sécurité sociale de 1996 à 1998, sous le Premier ministre John Howard
- Jocelyn Newman :
  - ministre de la Famille et des Services communautaires de 1996 à 2001, sous John Howard
  - ministre des Anciens combattants de 1997 à 2000, sous John Howard
- Amanda Vanstone :
  - ministre de l'Emploi, de l'Éducation, de la Formation professionnelle et de la Jeunesse de 1996 à 1997, sous John Howard
  - ministre de la Famille et des Services communautaires de 2001 à 2003, sous John Howard
  - ministre des Affaires autochtones de 2003 à 2006, sous John Howard
  - ministre de l'Immigration et des Affaires multiculturelles de 2003 à 2007, sous John Howard
- Judi Moylan :
  - ministre des Services à la Famille de 1996 à 1998, sous John Howard
  - ministre des Femmes de 1997 à 1988, sous John Howard
- Bronwyn Bishop :
  - ministre des Industries de la défense de 1996 à 1998, sous John Howard
  - ministre du Soin aux personnes âgées de 1998 à 2001, sous John Howard
- Jackie Kelly : ministre des Sports et du Tourisme de 1998 à 2001, sous John Howard
- Kay Patterson :
  - ministre de la Santé et du Vieillissement de 2001 à 2003, sous John Howard
  - ministre de la Famille et des Services communautaires de 2003 à 2006, sous John Howard
- Dr. Sharman Stone : ministre de la Participation à la main-d’œuvre salariée de 2006 à 2007, sous John Howard
- Helen Lloyd Coonan :
  - ministre des Revenus de 2001 à 2004, sous John Howard
  - ministre des Communications, des Technologies de l'Information, et des Arts de 2004 à 2007, sous John Howard
- Danna Vale : ministre des Anciens combattants de 2001 à 2004, sous John Howard
- Fran Bailey :
  - ministre des Services de l'emploi en 2004, sous John Howard
  - ministre des Petites entreprises et du Tourisme de 2004 à 2007, sous John Howard
- Julie Bishop :
  - ministre du Vieillissement de 2003 à 2006, sous John Howard
  - ministre de l'Éducation, des Sciences et de la Formation professionnelle de 2006 à 2007, sous John Howard
  - ministre des Affaires étrangères dans le gouvernement Abbott de 2013 à 2018
- Julia Gillard :
  - vice-Premier ministre et ministre de l'Éducation, de l'Emploi, des Relations sociales et de l'Inclusion sociales de 2007 à 2010, sous le Premier ministre Kevin Rudd
  - Première ministre de 2010 à 2013
- Nicola Roxon :
  - ministre de la Santé de 2007 à 2011, sous les Premiers ministres Kevin Rudd et Julia Gillard
  - ministre de la Gestion des urgences de 2012 à 2013, sous Julia Gillard
- Jenny Macklin :
  - ministre de la Famille, du Logement, des Services à la communauté et des Affaires autochtones de 2007 à 2013, sous Kevin Rudd et Julia Gillard
  - ministre des Réformes de la prise en charge du handicap en 2013, sous Kevin Rudd
- Penny Wong : ministre du Changement climatique, de l'Efficacité énergétique et de l'Eau de 2007 à 2010, sous Kevin Rudd
- Justine Elliot : ministre du Vieillissement de 2007 à 2010, sous Kevin Rudd
- Tanya Plibersek :
  - ministre du Logement et du Statut de la femme de 2007 à 2010, sous Kevin Rudd
  - ministre des Services humains et de l'Intégration sociale de 2010 à 2011, sous Julia Gillard
  - ministre de la Santé de 2011 à 2013, sous Julia Gillard et Kevin Rudd
  - ministre de la Recherche médicale en 2013, sous Kevin Rudd
- Kate Ellis :
  - ministre de la Jeunesse et des Sports de 2007 à 2010, sous Kevin Rudd
  - ministre du Statut de la Femme en 2011, sous Julia Gillard
  - ministre de l'Éducation maternelle et des Soins à l'enfant de 2009 à 2013, sous Kevin Rudd et Julia Gillard
    - ministre de la Participation à l'emploi de 2010 à 2013, sous Julia Gillard et Kevin Rudd
- Jan McLucas : ministre des Services humains en 2013, sous Kevin Rudd
- Kate Lundy : ministre des Sports et des Affaires multiculturelles de 2012 à 2013, sous Julia Gillard et Kevin Rudd
- Jacinta Collins : ministre de la Santé mentale et du Vieillissement en 2013, sous Kevin Rudd
- Julie Collins :
  - ministre des Services à la communauté, de l'Emploi et du Développement économique autochtones, et du Statut de la femme de 2011 à 2013, sous Julia Gillard et Kevin Rudd
  - ministre du Logement et des Sans-abris en 2013, sous Kevin Rudd
- Catherine King : ministre des Services régionaux, des Communautés locales et des Territoires en 2013, sous Kevin Rudd
- Sharon Bird :
  - ministre de l'Enseignement supérieur en 2013, sous Julia Gillard
  - ministre du Développement régional, des Communications régionales et de la Sécurité routière en 2013, sous Kevin Rudd
- Melissa Parke : ministre du Développement international en 2013, sous Kevin Rudd
- Sussan Ley : ministre de la Santé de 2014 à 2017
- Kelly O'Dwyer :
  - ministre des Revenus et des Services Financiers de 2016 à 2018.
  - ministre des Femmes de 2017 à 2019.
  - ministre de l'Emploi et des Relations industrielles de 2018 à 2019.
- Michaelia Cash :
  - ministre des Relations industrielles de 2021 à 2022.
  - ministre de l'Emploi, des Compétences, des Petites et des Entreprises Familiales de 2019 à 2021.
  - ministre des Petites entreprises et des Entreprises familiales, des Compétences et de la Formation professionnelle de 2018 à 2019
  - ministre des Emplois et de l'Innovation de 2017 à 2018.
  - ministre de l'Emploi de 2015 à 2017.

## Îles Cook
Territoire de facto indépendant, de jure sous souveraineté néo-zélandaise. Les femmes ont le droit de vote et de se présenter aux élections lorsque le pays obtient son autonomie en 1965.
Liste complète, :
- Fanaura Kingstone : ministre de l'Intérieur en 1983, sous le Premier ministre Geoffrey Henry
- Angelina Tuara : ministre de l'Intérieur en 1999, sous le Premier ministre Joe Williams
- Ngamau Munokoa :
  - ministre de l'Intérieur et des Travaux publics de 1999 à 2002, sous le Premier ministre Terepai Maoate
  - vice-Premier ministre et ministre des Transports et de l'Environnement de 2003 à 2004, sous le Premier ministre Robert Woonton
  - ministre de l'Intérieur, de l'Agriculture, de la Jeunesse et des Sports et des Travaux publics de 2005 à 2009, sous le Premier ministre Jim Marurai
- Cassey Eggleton : ministre de la Culture et de l'Environnement de mars 2010 au 6 avril 2010, sous Jim Marurai

## États fédérés de Micronésie
Aucune femme n'a jamais occupé de poste de ministre au gouvernement. En 1999, Beauleen Worswick, avocate salariée du gouvernement pour représenter les pauvres dans leurs démarches juridiques, est la première femme à siéger au conseil des ministres, mais sans être ministre.

## Fidji
Lorsque le pays devient indépendant en 1970, la Constitution reconnaît l'égalité des droits civiques.
Liste complète :
- Adi Losalini Raravuya Dovi : ministre assistante au Développement urbain, au Logement, au Travail, à la Protection sociale et au Développement local en 1976, sous le Premier ministre Kamisese Mara
- Adi Litai Cakobau : ministre de la Culture de 1987 à 1988, sous Kamisese Mara. Première femme ministre de rang plein.
- Irene Jai Narrayen : ministre des Affaires indiennes de 1987 à 1992, sous Kamisese Mara
- Adi Tamari Finau Tabukaucaro :
  - ministre de la Protection sociale, des Femmes et de la Culture de 1987 à 1994, sous les Premiers ministres Kamisese Mara et Sitiveni Rabuka
  - ministre des Femmes et de la Culture de 1994 à 1996, sous Sitiveni Rabuka
- Taufa Vakatale :
  - ministre de l'Éducation, des Sciences et des Technologies, des Femmes et de la Culture de 1993 à 1995, sous Sitiveni Rabuka
  - ministre de l'Éducation, des Femmes et de la Culture en 1997, sous Sitiveni Rabuka
  - vice-Premier ministre et ministre de l'Éducation et des Technologies de 1997 à 1999, sous Sitiveni Rabuka
- Adi Samanunu Cakobau Talakuli :
  - ministre des Affaires fidjiennes (c'est-à-dire autochtones) et du Développement régional de 1994 à 1995, sous Sitiveni Rabuka
  - ministre sans portefeuille en 2006, sous le Premier ministre Laisenia Qarase
- Seruwaia Hong Tiy :
  - ministre de la Santé et de la Protection sociale de 1994 à 1997, sous Sitiveni Rabuka
  - ministre du Logement, du Développement urbain et de l'Environnement de 1995 à 1997, sous Sitiveni Rabuka
  - ministre de l'Information en 1997, sous Sitiveni Rabuka
  - ministre des Femmes et de la Culture de 1997 à 1999, sous Sitiveni Rabuka
- Adi Kuini Teimumu Vuikaba Speed : vice-Premier ministre et ministre des Affaires fidjiennes de 1999 à 2000, sous le Premier ministre Mahendra Chaudhry
- Lavenia Wainiqolo Padarath : ministre des Femmes, de la Culture et de la Protection sociale de 1999 à 2000, sous Mahendra Chaudhry
- Adi Koila Mara Nailatikau : ministre du Tourisme et des Transports de 1999 à 2000, sous Mahendra Chaudhry
- Ro Teimumu Kepa : ministre de l'Éducation, de la Jeunesse et des Sports de 2001 à 2006, sous Laisenia Qarase
- Asenaca Caucau-Filipe : 
  - ministre des Femmes, de la Protection sociale et de la Lutte contre la pauvreté de 2001 à 2006, sous Laisenia Qarase
  - ministre du Logement en 2006, sous Laisenia Qarase
- Adi Sivia Tora Qoro : ministre du Commerce et de l'Industrie en 2006, sous Laisenia Qarase
- Adi Litia Qionibaravi : ministre des Affaires fidjiennes de 2006 à 2007, sous le Premier ministre Voreqe Bainimarama
- Alumita Taganesia : ministre de l'Éducation de 2006 à 2007, sous Voreqe Bainimarama
- Alefina Vuki : ministre des Pêcheries et des Forêts de 2006 à 2007, sous Voreqe Bainimarama
- Emi Rabukawaqa : ministre de l'Information et des Communications de 2006 à 2007, sous Voreqe Bainimarama
- Emele Duituturaga : ministre des Femmes, de la Protection sociale et du Logement de 2006 à 2007, sous Voreqe Bainimarama
- Bernadette Rounds-Ganilau : ministre du Travail, des Relations industrielles et de la Productivité, du Tourisme et de l'Environnement de 2007 à 2008, sous Voreqe Bainimarama
- Laufitu Malani : ministre des Femmes, de la Protection sociale et du Logement de 2007 à 2008, sous Voreqe Bainimarama
- Dr. Jiko Luveni : ministre de la Santé, des Femmes et de la Protection sociale depuis 2008, sous Voreqe Bainimarama

## Kiribati
Lorsque le pays devient indépendant en 1979, la Constitution reconnaît l'égalité des droits civiques.
Liste complète, :
- Tekarei Russell : ministre de la Santé publique de 1975 à 1977, pendant la période d'autonomie précédent l'indépendance
- Teima Onorio :
  - vice-présidente de la République depuis 2003, sous le président Anote Tong
  - ministre de l'Éducation, de la Jeunesse et des Sports de 2003 à 2007 et de 2008 à 2012, sous Anote Tong
  - ministre du Commerce, des Industries et des Coopératives de 2007 à 2008, sous Anote Tong
  - ministre de l'Intérieur et du Développement social depuis le 19 janvier 2012, sous Anote Tong
- Maere Tekanene : ministre de l'Éducation depuis le 19 janvier 2012, sous Anote Tong.

## Îles Marshall
Lorsque le pays devient indépendant en 1986, la Constitution reconnaît l'égalité des droits civiques.
Liste complète des trois seules femmes ministres dans l'histoire du pays, :
- Evelyn Konou :
  - ministre des Services de santé et de l'Environnement en 1993, sous le président Amata Kabua
  - ministre de l'Éducation de 1994 à 1997, sous le président Amata Kabua
- Amenta Matthew : ministre de la Santé de 2008 à 2009, sous le président Litokwa Tomeing, ministre de l'Intérieur à partir de 2016
- Hilda Heine : ministre de l'Environnement depuis janvier 2012, sous le président Christopher Loeak.

## Nauru
Lorsque le pays devient indépendant en 1968, la Constitution reconnaît l'égalité des droits civiques.
Liste complète des deux seules femmes ministres dans l'histoire du pays :
- Ruby Dediya : ministre des Finances de décembre 1986 à août 1989, sous le président Hammer DeRoburt
- Charmaine Scotty : ministre de l'Intérieur, de l'Éducation et de la Jeunesse, et de la Gestion des terres, depuis le 13 juin 2013, sous le président Baron Waqa.

## Niue
Territoire de facto indépendant, de jure sous souveraineté néo-zélandaise. Les femmes ont le droit de vote et de se présenter aux élections lorsque le pays obtient son autonomie en 1974. À noter qu'en raison de la très petite taille du pays (1 500 habitants, le plus petit au monde), le gouvernement n'est composé que de quatre personnes, qui cumulent chacune divers ministères.
Liste complète :
- O'love Jacobsen :
  - ministre de l'Environnement, de l'Éducation, des Arts, de la Religion, des Sports et de la Jeunesse de 1993 à 1999, sous le Premier ministre Frank Lui
  - ministre de la Santé, des Travaux publics, des Femmes et de la Niue Power Corporation de 2008 à 2011, sous le Premier ministre Toke Talagi
- Va'aiga Tukuitonga : ministre de l'Éducation, de la Culture, des Femmes, de la Justice, des Terres et du Cadastre de 2005 à 2008, sous le Premier ministre Young Vivian
- Joan Tahafa-Viliamu : ministre de la Santé, des Affaires communautaires, des ONG, des Femmes et de la Protection sociale, depuis le 17 mai 2011, sous Toke Talagi.

## Nouvelle-Zélande
Les femmes obtiennent le droit de vote aux élections nationales en 1893, avant tout autre pays au monde, et le droit d'être candidates aux élections nationales en 1919.
- Mabel Howard : ministre de la Santé entre 1947 et 1949 puis ministre de la Sécurité sociale entre 1957 et 1960.
- Hilda Ross : ministre du Bien-être des femmes et des enfants entre 1949 et 1957, ministre de la Protection de l'enfance entre 1954 et 1957 et ministre de la Sécurité sociale en 1957.
- Whetu Tirikatene-Sullivan : ministre du Tourisme entre 1972 et 1975 et ministre de l'Environnement de 1974 à 1975.
- Jacinda Ardern : Première ministre de Nouvelle-Zélande, ministre de la Sécurité nationale et du Renseignement, ministre des Arts, de la Culture et du Patrimoine et Ministre des Enfants vulnérables depuis le 26 octobre 2017.
- Jenny Salesa : ministre des bâtiments et de la Construction, ministre des Communautés ethniques depuis le 26 octobre 2017, sous la Première ministre Jacinda Ardern
- Tracey Martin : ministre de l'Intérieur, ministre des Enfants, ministre des Personnes âgées depuis le 26 octobre 2017, sous la Première ministre Jacinda Ardern
- Nanaia Mahuta : ministre du Développement Maori, ministre des Autorités Locales depuis le 26 octobre 2017, sous la Première ministre Jacinda Ardern
- Megan Woods : ministre de l'Énergie et des Ressources naturelles, ministre de la Recherche, des Sciences et de l'Innovation, ministre de la Régénération de Christchurch depuis le 26 octobre 2017, sous la Première ministre Jacinda Ardern
- Carmel Sepuloni : ministre du Développement social, ministre des enjeux du handicap depuis le 26 octobre 2017, sous la Première ministre Jacinda Ardern
- Clare Curran : ministre des Télécommunications et des Nouveaux médias depuis le 26 octobre 2017, sous la Première ministre Jacinda Ardern
- Meka Whaitiri : ministre des Douanes depuis le 26 octobre 2017, sous la Première ministre Jacinda Ardern
- Julie Anne Genter : ministre des Femmes depuis le 26 octobre 2017, sous la Première ministre Jacinda Ardern
- Eugenie Sage : ministre du Patrimoine depuis le 26 octobre 2017, sous la Première ministre Jacinda Ardern

## Palaos
Lorsque le pays devient pleinement indépendant en 1994, la Constitution reconnaît l'égalité des droits civiques.
Liste complète :
- Sandra Pierantozzi :
  - ministre de l'Administration et du Budget de 1989 à 1996, sous les présidents Ngiratkel Etpison et Kuniwo Nakamura
  - vice-président de la république et ministre de la Santé de 2001 à 2005, sous le président Tommy Remengesau
- Dilmei Louise Olkeriil : ministre de la Culture et du Développement communautaire de 1990 à 1993, sous Ngiratkel Etpison
- Ernestine Rengiil : ministre de la Justice (Attorney General) de 1990 à 1992 et de 2009 à 2013, sous les présidents Ngiratkel Etpison puis Johnson Toribiong
- Tina Rehuher-Marrug : 
  - ministre des Affaires communautaires et culturelles de 2009 à 2012 ;
  - ministre d'État à partir de 2017.
- Baklai Temengil : ministre des Affaires communautaires et culturelles depuis 2013.

## Papouasie-Nouvelle-Guinée
Lorsque le pays devient indépendant en 1975, la Constitution reconnaît l'égalité des droits civiques.
Il y a eu quatre femmes ministres dans l'histoire du pays. Liste complète :
- Nahau Rooney :
  - ministre des Prisons de 1977 à 1979, sous le Premier ministre Michael Somare
  - ministre de la Justice en 1979, sous Michael Somare
  - ministre de la Décentralisation de 1980 à 1982, sous le Premier ministre Julius Chan
  - ministre de la Culture, du Tourisme et de l'Aviation civile de 1985 à 1987, sous le Premier ministre Paias Wingti.
- Dame Carol Kidu : ministre du Développement communautaire de 2002 à 2011, sous le Premier ministre Michael Somare.
- Loujaya Toni : ministre du Développement communautaire, de la Religion et de la Jeunesse, depuis le 9 août 2012, sous le Premier ministre Peter O'Neill.
- Delilah Gore : ministre de l'Enseignement supérieur, depuis le 24 février 2014, sous le Premier ministre Peter O'Neill.

## Samoa
Lorsque le pays devient indépendant en 1962, la Constitution reconnaît l'égalité des droits civiques.
Liste complète, :
- Fiame Naomi Mata'afa : 
  - ministre de la Culture, de la Jeunesse et des Sports de 1991 à 2006, sous les Premiers ministres Tofilau Eti Alesana et Tuilaepa Sailele Malielegaoi
  - ministre de l'Éducation de 1995 à 2006, sous Eti Alesana et Sailele Malielegaoi
  - ministre du Travail de 1995 à 2001, sous Eti Alesana et Sailele Malielegaoi
  - ministre des Femmes et du Développement communautaire et social, de 2006 à 2011, sous Sailele Malielegaoi
  - ministre de la justice depuis 2011, sous Sailele Malielegaoi
- Polataivao Fosi : ministre de l'Intérieur et des Femmes de 1994 à 1995, sous Eti Alesana
- Gatoloaifaana Amataga Alesana Gidlow : ministre de la Santé de 2006 à 2011, sous Sailele Malielegaoi
- Safuneitu'uga Pa'aga Neri : ministre des Communications et de la Technologie de 2006 à 2011, sous Sailele Malielegaoi.

## Îles Salomon
Lorsque le pays devient indépendant en 1978, la Constitution reconnaît l'égalité des droits civiques.
Il n'y a eu qu'une seule femme ministre dans l'histoire du pays :
- Hilda Kari : 
  - ministre des Forêts, de la Conservation et de l'Environnement de 1997 à 2000, sous le Premier ministre Bartholomew Ulufa'alu
  - ministre des Femmes, de la Jeunesse et des Sports de 2000 à 2001, sous le Premier ministre Manasseh Sogavare.

## Tonga
Les femmes obtiennent le droit de vote et de droit d'être candidates aux élections nationales en 1960. Malgré cela, aucun femme n'est nommée ministre avant 2006, bien que trois femmes aient exercé quelques mois des fonctions de ministres par intérim en 2004.
Liste complète :
- ʻAlisi Taumoepeau : ministre de la Justice de 2006 à 2009, sous le Premier ministre Feleti Sevele
- Eseta Fusituʻa : ministre de l'Information et des Communications de 2009 à 2010, sous Feleti Sevele
- ʻAna Taufeʻulungaki : ministre de l'Éducation, des Femmes et de la Culture depuis le 4 janvier 2011, sous le Premier ministre Lord Tuʻivakano.

## Tuvalu
Lorsque le pays devient indépendant en 1978, la Constitution reconnaît l'égalité des droits civiques.
Liste complète des deux seules femmes ministres dans l'histoire du pays :
- Naama Latasi : ministre de la Santé, de l'Éducation et des Services communautaires, de 1989 à 1993, sous le Premier ministre Bikenibeu Paeniu
- Pelenike Isaia : ministre de l'Intérieur d'août 2011 à août 2013, sous le Premier ministre Willy Telavi.

## Vanuatu
Lorsque le pays devient indépendant en 1980, la Constitution reconnaît l'égalité des droits civiques.
Bien que seules cinq femmes aient été élues députées depuis l'indépendance du pays, quatre d'entre elles ont été nommées ministres. Liste complète :
- Hilda Lini : 
  - ministre de la Santé et de l'Approvisionnement en eau des zones rurales de 1991 à 1995, sous le Premier ministre Maxime Carlot Korman
  - ministre de la Justice, de la Culture et des Femmes d'octobre à novembre 1996, sous le Premier ministre Serge Vohor.
- Isabelle Donald : ministre du Programme de réformes en profondeur, des Femmes et des Enfants de 2004 à 2006, sous le Premier ministre Ham Lini.
- Leinavao Tasso : ministre de l'Éducation de 2007 à 2008, sous Ham Lini.
- Eta Rory : ministre de l'Agriculture d'avril à mai 2011, sous Serge Vohor.